# ستيف برودي (لاعب كرة قاعدة)
ستيف برودي (بالإنجليزية: Steve Brodie)‏ هو لاعب كرة قاعدة أمريكي، ولد في 11 سبتمبر 1868 في وارينتون في الولايات المتحدة، وتوفي في 30 أكتوبر 1935 في بالتيمور في الولايات المتحدة.

## وصلات خارجية
- ستيف برودي على موقعبيزبول رفرنس.كوم (الدوري الرئيسي) (الإنجليزية)
- ستيف برودي على موقعبيزبول رفرنس.كوم (الدوري الثانوي) (الإنجليزية)